# Ayana Taketatsu
Ayana Taketatsu (竹達 彩奈 Taketatsu Ayana?,  Prefectura de Saitama, Japón, 23 de junio de 1989) es una seiyū y cantante japonesa, afiliada con I'm Enterprise. Al igual que Yōko Hikasa, asistió a la Nihon Narration Engi Kenkyūjo, una escuela de entrenamiento de seiyūs, antes de afiliarse con la compañía actual. Ahora está afiliada a Link Plan. 
En 2010, recibió el premio a Mejor Interpretación Musical en la 4ª edición de los Seiyu Awards. En 2013, formó un dúo de canto llamado Petit Milady, junto a la también actriz de voz y compañera Aoi Yūki.

## Filmografía
Los papeles principales están en negrita

### Anime

#### Series de televisión
| Año  | Título                                                                                                | Rol                                    | Refs.         |
| ---- | --- | -------------------------------------- | ------------- |
| 2009 | Queen's Blade                                                                                         | Mako                                   |               |
| 2009 | K-ON!                                                                                                 | Azusa Nakano                           | [ 2 ]         |
| 2009 | Sasameki Koto                                                                                         | Manaka Akemiya                         |               |
| 2009 | To Aru Kagaku no Railgun                                                                              | Chica de la bolsa (Ep.6)               |               |
| 2009 | Needless                                                                                              | Yua                                    |               |
| 2009 | Yumeiro Patissiere                                                                                    | Vanilla                                | [ 3 ]         |
| 2010 | Ichiban Ushiro no Dai Maō                                                                             | Michie Ōtake                           |               |
| 2010 | MM!                                                                                                   | Mio Isurugi                            | [ 4 ]         |
| 2010 | Ore no Imōto ga Konna ni Kawaii Wake ga Nai                                                           | Kirino Kōsaka                          |               |
| 2010 | Highschool of the Dead                                                                                | Alice Maresato                         |               |
| 2010 | Kami nomi zo Shiru Sekai                                                                              | Ayumi Takahara                         |               |
| 2010 | Kiss×sis                                                                                              | Ako Suminoe                            | [ 5 ]         |
| 2010 | K-ON!:URA-ON                                                                                          | Azusa Nakano                           |               |
| 2010 | Jewelpet Tinkle☆                                                                                      | Miria                                  | [ 6 ]         |
| 2010 | Star Driver: Kagayaki no Takuto                                                                       | Aragon Simone                          |               |
| 2010 | Densetsu no Yuusha no Densetsu                                                                        | Ethrina Forkle                         |               |
| 2010 | Baka to Test to Shōkanjū                                                                              | Miharu Shimizu                         | [ 7 ]         |
| 2010 | Mayoi Neko Overrun!                                                                                   | Nozomi Kiriya                          |               |
| 2010 | Yumeiro Patissiere SP Professional                                                                    | Vanilla                                |               |
| 2011 | Baka to Test to Shōkanjū 2                                                                            | Miharu Shimizu                         |               |
| 2011 | Dog Days                                                                                              | Eclair Martinozzi                      |               |
| 2011 | Double-J                                                                                              | Ema Houjou                             |               |
| 2011 | Guilty Crown                                                                                          | Tsugumi                                |               |
| 2011 | Kami nomi zo Shiru Sekai II                                                                           | Ayumi Takahara                         |               |
| 2011 | Rio: Rainbow Gate!                                                                                    | Mint Clark                             |               |
| 2011 | Tamayura〜hitotose〜                                                                                  | Fū Sawatari                            |               |
| 2011 | Yuru Yuri                                                                                             | Majokko Mirakurun                      |               |
| 2012 | Dog Days 2                                                                                            | Eclair Martinozzi                      |               |
| 2012 | Gokujyo                                                                                               | Minami Kurihashi                       |               |
| 2012 | Hagure Yūsha no Estetica                                                                              | Minami Aihara                          |               |
| 2012 | High School DxD                                                                                       | Koneko Tōjō                            |               |
| 2012 | Kono Naka ni Hitori, Imōto ga Iru!                                                                    | Rinka Kunitachi                        |               |
| 2012 | Psycho-Pass'                                                                                          | Shoko Sugawara/Spooky Boogie           |               |
| 2012 | Sword Art Online                                                                                      | Kirigaya Suguha                        |               |
| 2012 | Yurumates 3D                                                                                          | Hermana de Sae                         |               |
| 2012 | YuruYuri♪♪                                                                                            | Majokko Mirakurun                      |               |
| 2012 | Busou Shinki                                                                                          | Zielbellen "Zil"                       |               |
| 2013 | Date A Live                                                                                           | Itsuka Kotori                          |               |
| 2013 | Mangirl!                                                                                              | Sayuri Misono                          |               |
| 2013 | High School DxD New                                                                                   | Koneko Tōjō                            |               |
| 2013 | Kami nomi zo Shiru Sekai Megami-Hen                                                                   | Ayumi Takahara                         |               |
| 2013 | Ore no Imōto ga Konna ni Kawaii Wake ga Nai.                                                          | Kirino Kōsaka                          |               |
| 2013 | Zettai Bōei Leviathan                                                                                 | Jörmungandr                            | [ 8 ]         |
| 2013 | To Aru Kagaku no Railgun S                                                                            | Kana Hazamaya                          |               |
| 2013 | Tamayura: More Aggressive                                                                             | Fū Sawatari                            |               |
| 2014 | Date A Live II                                                                                        | Itsuka Kotori                          |               |
| 2014 | Denki-Gai no Honya-san                                                                                | Fu Girl                                |               |
| 2014 | Rokujōma no Shinryakusha!?                                                                            | Karama                                 |               |
| 2014 | Sword Art Online II                                                                                   | Kirigaya Suguha                        |               |
| 2014 | Neko no Dayan                                                                                         | Marcy                                  |               |
| 2014 | Momo Kyun Sword                                                                                       | Momoko                                 |               |
| 2014 | Magic Kaito 1412                                                                                      | Anne                                   |               |
| 2014 | Girlfriend (Kari)                                                                                     | Ichigo Kohinata                        |               |
| 2015 | Kantai Collection                                                                                     | Yamato                                 |               |
| 2015 | The iDOLM@STER Cinderella Girls                                                                       | Sachiko Koshimizu                      |               |
| 2015 | Dog Days''                                                                                            | Eclair Martinozzi                      |               |
| 2015 | Seiken Tsukai no World Break                                                                          | Satsuki Ranjō                          |               |
| 2015 | High School DxD BorN                                                                                  | Koneko Tōjō                            |               |
| 2015 | Okusama ga Seito Kaichō!                                                                              | Ui Wakana                              |               |
| 2015 | The iDOLM@STER Cinderella Girls 2nd Season                                                            | Sachiko Koshimizu                      |               |
| 2015 | Lance N' Masques                                                                                      | Hō Yuifon                              |               |
| 2015 | Gakusen Toshi Asterisk                                                                                | Pham Thi Tram                          |               |
| 2015 | Onsen Yousei Hakone-chan                                                                              | Ashinoko                               |               |
| 2015 | Concrete Revolutio: Choujin Gensou                                                                    | Earth-chan                             |               |
| 2015 | Yuru Yuri San☆Hai!                                                                                    | Mirakurun                              |               |
| 2016 | Divine Gate                                                                                           | Hikari                                 |               |
| 2016 | Dagashi Kashi                                                                                         | Hotaru Shidare                         |               |
| 2016 | Gakusen Toshi Asterisk 2nd Season                                                                     | Pham Thi Tram                          |               |
| 2016 | Concrete Revolutio: Choujin Gensou - The Last Song                                                    | Earth-chan                             |               |
| 2016 | Berserk                                                                                               | Erica                                  |               |
| 2016 | Okusama ga Seito Kaichō!+!                                                                            | Ui Wakana                              |               |
| 2017 | Akiba's Trip The Animation                                                                            | Denko Busujima                         |               |
| 2017 | Tsugumomo                                                                                             | Kasumi Kagami                          |               |
| 2017 | Cinderella Girls Gekijou                                                                              | Sachiko Koshimizu                      |               |
| 2017 | Berserk 2nd Season                                                                                    | Erica                                  |               |
| 2017 | Eromanga Sensei                                                                                       | Kirino Kōsaka (cameo)                  |               |
| 2017 | Yōkoso Jitsuryoku Shijō Shugi no Kyōshitsu e                                                          | Kei Karuizawa                          | [ 9 ]         |
| 2017 | Hajimete no Gal                                                                                       | Yui Kashii                             |               |
| 2017 | Cinderella Girls Gekijou 2nd Season                                                                   | Sachiko Koshimizu                      |               |
| 2018 | Ramen Daisuki Koizumi-san                                                                             | Koizumi                                | [ 10 ]        |
| 2018 | Shinkansen Henkei Robo Shinkalion The Animation                                                       | Azusa Ueda                             |               |
| 2018 | Citrus                                                                                                | Yuzu Aihara                            | [ 11 ]        |
| 2018 | Pop Team Epic                                                                                         | Pipimi                                 |               |
| 2018 | Dagashi Kashi 2                                                                                       | Hotaru Shidare                         |               |
| 2018 | High School DxD Hero                                                                                  | Koneko Tōjō                            |               |
| 2018 | Cinderella Girls Gekijou 3rd Season                                                                   | Sachiko Koshimizu                      |               |
| 2018 | Hyakuren no Haou to Seiyaku no Valkyria                                                               | Christina                              |               |
| 2018 | Sword Art Online: Alicization                                                                         | Suguha Kirigaya                        |               |
| 2018 | Hangyakusei Million Arthur                                                                            | Yamaneko Arthur                        |               |
| 2019 | Boogiepop wa Warawanai                                                                                | Minako Yurihara                        |               |
| 2019 | Ueno-san wa Bukiyō                                                                                    | Minamine, Presidenta del Club de Tenis |               |
| 2019 | Kakegurui XX                                                                                          | Erimi Mushibami                        |               |
| 2019 | Go-Tōbun no Hanayome                                                                                  | Nino Nakano                            | [ 12 ]        |
| 2019 | Date a Live III                                                                                       | Kotori Itsuka                          |               |
| 2019 | Mahō Shōjo Tokushusen Asuka                                                                           | Chisato Yonamine                       | [ 13 ]        |
| 2019 | Hangyakusei Million Arthur 2nd Season                                                                 | Yamaneko Arthur                        |               |
| 2019 | Kawaikereba Hentai demo Suki ni Natte Kuremasuka?                                                     | Sayuki Tokihara                        | [ 14 ]        |
| 2019 | Phantasy Star Online 2: Episode Oracle                                                                | Io                                     |               |
| 2019 | Sword Art Online: Alicization - War of Underworld                                                     | Suguha Kirigaya                        |               |
| 2019 | Pokemon (2019)                                                                                        | Rutia                                  |               |
| 2020 | Magia Record                                                                                          | Alina Gray                             |               |
| 2020 | Itai no wa Iya nano de Bōgyoryoku ni Kyokufuri Shitai to Omoimasu.                                    | Frederica                              |               |
| 2020 | To Aru Kagaku no Railgun T                                                                            | Kana Hazamaya                          |               |
| 2020 | Tsugu Tsugumomo                                                                                       | Kasumi Kagami                          |               |
| 2020 | Uzaki-chan wa Asobitai!                                                                               | Ami Asai                               | [ 15 ]        |
| 2020 | Peter Grill to Kenja no Jikan                                                                         | Mimi Alpacas                           | [ 16 ]        |
| 2020 | Sword Art Online: Alicization - War of Underworld 2nd Season                                          | Suguha Kirigaya                        |               |
| 2020 | Kimi to Boku no Saigo no Senjō, Arui wa Sekai ga Hajimaru Seisen                                      | Risya In Empire                        |               |
| 2021 | Kumo Desu ga, Nani ka?                                                                                | Sophia Keren/Negishi Shouko            |               |
| 2021 | Go-Tōbun no Hanayome ∬                                                                                | Nino Nakano                            | [ 17 ]        |
| 2021 | Uchuu Nanchara Kotetsu-kun                                                                            | Hikaru                                 |               |
| 2021 | Kyōkyoku Shinka Shita Full Dive RPG ga Genjitsu Yorimo Kuso-Ge Dattara                                | Reona Kisaragi                         | [ 18 ]        |
| 2021 | The World Ends With You: The Animation                                                                | Rhyme                                  |               |
| 2021 | Kanojo mo Kanojo                                                                                      | Rika Hoshizaki                         | [ 19 ]        |
| 2021 | Tantei wa Mou, Shindeiru.                                                                             | Nagisa Natsunagi                       | [ 20 ]        |
| 2021 | 100-man no Inochi no Ue ni Ore wa Tatte Iru 2nd Season                                                | Yana                                   |               |
| 2021 | Sonny Boy                                                                                             | Kodama                                 |               |
| 2021 | Magia Record Season 2                                                                                 | Alina Gray                             |               |
| 2021 | Megaton-kyuu Musashi                                                                                  | Yūka Nishino                           |               |
| 2022 | Shūmatsu no Harem                                                                                     | Karen Kamiya                           |               |
| 2022 | Kaijin Kaihatsubu no Kuroitsu-san                                                                     | Immortal Camula                        | [ 21 ]        |
| 2022 | Date A Live IV                                                                                        | Kotori Itsuka                          |               |
| 2022 | Yōkoso Jitsuryoku Shijō Shugi no Kyōshitsu e 2nd Season                                               | Kei Karuizawa                          | [ 22 ]        |
| 2022 | Uchi no Shishō wa Shippo ga Nai                                                                       | Enshi Kirino                           |               |
| 2022 | Uzaki-chan wa Asobitai! ω                                                                             | Ami Asai                               | [ 23 ]        |
| 2022 | Akuyaku Reijō Nanode Rasubosu o Katte Mimashita                                                       | Selena Gilbert                         |               |
| 2022 | Berserk: Ougon Jidai-hen - Memorial Edition                                                           | Erica                                  | [ 24 ]        |
| 2022 | Megaton-kyuu Musashi 2nd Season                                                                       | Yūka Nishino                           | [ 25 ]        |
| 2022 | Akiba Maid Sensō                                                                                      | Wuv-Wuv Moonbeam Manager               | [ 26 ]        |
| 2022 | Peter Grill to Kenja no Jikan                                                                         | Mimi Alpacas                           | [ 27 ]        |
| 2022 | Bleach: Sennen Kessen-hen                                                                             | Bambietta Basterbine                   |               |
| 2022 | Renai Flops                                                                                           | Amelia Irving                          | [ 28 ]        |
| 2022 | Arknights: Reimei Zensou                                                                              | W                                      | [ 29 ]        |
| 2022 | KanColle: Itsuka Ano Umi de                                                                           | Yamato                                 |               |
| 2022 | Pokémon Master Journeys: The Series                                                                   | Lisia                                  |               |
| 2023 | Nokemono-tachi no Yoru                                                                                | Wisteria                               | [ 30 ]        |
| 2023 | Kubo-san wa Mob wo Yurusanai                                                                          | Tamao Taira                            | [ 31 ]        |
| 2023 | Itai no wa Iya nano de Bōgyoryoku ni Kyokufuri Shitai to Omoimasu. 2                                  | Frederica                              |               |
| 2023 | The iDOLM@STER Cinderella Girls: U149                                                                 | Sachiko Koshimizu                      | [ 32 ]        |
| 2023 | Isekai de Cheat Skill o Te ni Shita Ore wa, Genjitsu Sekai o mo Musōsuru - Level Up wa Jinsei o Kaeta | Kaede Kazama                           | [ 33 ]        |
| 2023 | Yūsha ga Shinda!                                                                                      | Anri Haynesworth                       | [ 34 ]        |
| 2023 | Bleach: Sennen Kessen-hen - Ketsubetsu-tan                                                            | Bambietta Basterbine                   | [ 35 ] [ 36 ] |
| 2023 | Dekiru Neko wa Kyō mo Yūutsu                                                                          | Yume                                   | [ 37 ]        |
| 2023 | Sōsō no Frieren                                                                                       | Aura                                   | [ 38 ]        |
| 2023 | Kanojo mo Kanojo 2nd Season                                                                           | Rika Hoshizaki                         | [ 39 ]        |
| 2023 | Arknights: Tōin Kiro                                                                                  | W                                      | [ 40 ]        |
| 2024 | Yōkoso Jitsuryoku Shijō Shugi no Kyōshitsu e 3rd Season                                               | Kei Karuizawa                          | [ 41 ]        |
| 2024 | Date A Live V                                                                                         | Kotori Itsuka                          | [ 42 ]        |
| 2024 | Megami no Cafe Terrace 2nd Season                                                                     | Ririka Chiyoda                         | [ 43 ]        |
| 2024 | Kimi to Boku no Saigo no Senjō, Arui wa Sekai ga Hajimaru Seisen Season II                            | Risya In Empire                        | [ 44 ]        |
| 2024 | Kekkon Surutte, Hontō Desu ka                                                                         | Kaori                                  | [ 45 ]        |
| 2024 | Bleach: Sennen Kessen-hen - Sōkoku-tan                                                                | Bambietta Basterbine                   | [ 46 ]        |
| 2025 | Ore wa Seikan Kokka no Akutoku Ryōshu!                                                                | Nias Carlin                            | [ 47 ]        |
| 2025 | Kanchigai no Atelier Meister                                                                          | Sina                                   | [ 48 ]        |
| 2025 | My Hero Academia: Vigilantes                                                                          | Miu                                    | [ 49 ]        |
| 2025 | Arknights: Rise from Ember                                                                            | W                                      | [ 50 ]        |
| 2026 | Tantei wa Mou, Shindeiru. Season 2                                                                    | Nagisa Natsunagi                       | [ 51 ]        |

#### Películas
| Año  | Título                                                               | Rol                   | Refs.  |
| ---- | -------------------------------------------------------------------- | --------------------- | ------ |
| 2011 | Mahō Sensei Negima! Movie: Anime Final                               | Emily Sevensheep      |        |
| 2011 | K-On! La película                                                    | Azusa Nakano          | [ 52 ] |
| 2013 | Berserk: Ougon Jidai-hen III - Kourin                                | Erica                 |        |
| 2013 | Star Driver the Movie                                                | Simone Aragon         |        |
| 2015 | Tamayura: Sotsugyou Shashin Part 1 - Kizashi                         | Fū Sawatari           |        |
| 2015 | Date A Live Movie: Mayuri Judgement                                  | Itsuka Kotori         | [ 53 ] |
| 2015 | Tamayura: Sotsugyou Shashin Part 2 - Hibiki                          | Fū Sawatari           |        |
| 2015 | Girls & Panzer Movie                                                 | Arisu Shimada         |        |
| 2015 | Tamayura: Sotsugyou Shashin Part 3 - Akogare                         | Fū Sawatari           |        |
| 2015 | The Snack World                                                      | Mayone                |        |
| 2016 | Tamayura: Sotsugyou Shashin Part 4 - Ashita                          | Fū Sawatari           |        |
| 2016 | KanColle Movie                                                       | Yamato                |        |
| 2017 | Sword Art Online: Ordinal Scale                                      | Suguha Kirigaya/Leafa | [ 54 ] |
| 2019 | Girls & Panzer: Saishuushou Part 2                                   | Arisu Shimada         |        |
| 2022 | Deemo Movie: Sakura no Oto - Anata no Kanadeta Oto ga, Ima mo Hibiku | Alice                 |        |
| 2022 | Go-Tōbun no Hanayome: La película                                    | Nino Nakano           | [ 55 ] |
| 2022 | Idol Bu Show Movie                                                   | Nagaho Mori           |        |
| 2023 | Girls & Panzer: Saishuushou Part 4                                   | Arisu Shimada         |        |
| 2024 | Ganbatte Ikimasshoi                                                  | Umeko Terao           | [ 56 ] |

#### ONAs
| Año  | Título          | Rol  | Refs.  |
| ---- | --------------- | ---- | ------ |
| 2024 | Grimm Kumikyoku | Rose | [ 57 ] |

#### OVAs
| Año  | Título                                                         | Rol              | Refs.  |
| ---- | -------------------------------------------------------------- | ---------------- | ------ |
| 2008 | Kiss×sis (OVA)                                                 | Ako Suminoe      | [ 58 ] |
| 2009 | Mahō Sensei Negima!: Mou Hitotsu no Sekai                      | Emily Sevensheep |        |
| 2010 | Detective Conan: Magic File 4: The Osaka Okonomiyaki Odyssey   | Kaoru Konishi    |        |
| 2010 | Tamayura                                                       | Fū Sawatari      |        |
| 2010 | Mahō Sensei Negima! ~Mō Hitotsu no Sekai~ Extra Mahō Shōjo Yue | Emily Sevensheep |        |
| 2010 | Kaibutsu Ōjo                                                   | Sherwood         |        |
| 2011 | T.P. Sakura ~Time Paladin Sakura~ Jikū Bōeisen                 | Miharu Amakase   |        |
| 2011 | Highschool of the Dead: Drifters of the Dead                   | Alice Maresato   |        |
| 2011 | Yurumates wa?                                                  | Hermana de Sae   |        |
| 2011 | Kami nomi zo Shiru Sekai: 4-nin to Idol                        | Ayumi Takahara   |        |
| 2012 | Holy Knight                                                    | Cammot           |        |
| 2012 | Nekogami Yaoyorozu: Ohanami Ghostbusters                       | Meiko            |        |
| 2012 | Otome wa Boku ni Koishiteru: Futari no Elder The Animation     | Kaori Kamichika  |        |
| 2012 | Yurumates 3D Plus: Natsuyasumi Maison du Wish Report           | Hermana de Sae   |        |
| 2012 | High School DxD OVA                                            | Koneko Tōjō      |        |
| 2013 | Tenkousei wa Kounin Kaikeishi!                                 | Mai Endou        |        |
| 2013 | Kono Naka ni Hitori, Imōto ga Iru!: Ani, Imouto, Koibito       | Rinka Kunitachi  |        |
| 2013 | Vanquished Queens                                              | Aldra            |        |
| 2013 | Assassination Classroom                                        | Kaede Kayano     |        |
| 2014 | Date A Live II: Kurumi Star Festival                           | Kotori Itsuka    |        |
| 2015 | YuruYuri Nachuyachumi!                                         | Mirakurun        |        |
| 2015 | High School DxD New: Oppai, Tsutsumimasu!                      | Koneko Tōjō      |        |
| 2015 | High School DxD BorN: Yomigaeranai Fushichou                   | Koneko Tōjō      |        |
| 2016 | Okusama ga Seito Kaichō!: Seitokaichou to Ofuro Asobi          | Ui Wakana        |        |

#### Especiales
| Año  | Título                | Rol         | Refs.  |
| ---- | --------------------- | ----------- | ------ |
| 2023 | Go-Tōbun no Hanayome∽ | Nino Nakano | [ 59 ] |
| 2024 | Go-Tōbun no Hanayome* | Nino Nakano | [ 60 ] |

### Videojuegos
2007
- Soul Nomad & the World Eaters - Pinot

2008
- Class of Heroes - Hada

- KILLZVALD: The Last Human  - Parutenosu Tsukibito
- Trinity Universe - Tsubaki
- Boku no Natsu

2010
- Quiz Magic Academy - Miyū
- K-ON! Hōkago Live!! - Azusa Nakano
- Suki Desu Suzuki-kun!! - Chihiro Itō
- T.P. Sakura ~Time Paladin Sakura~ - Miharu Amakase
- Rabudyue! - Saina

2011
- Ore no Imōto ga Konna ni Kawaii Wake ga Nai Portable - Kirino Kōsaka
- Tsukumonogatari - Akane Naruse

2012
- Persona 4, The Ultimate in Mayonaka Arena - Labrys
- Honkai Impact 3rd: Nikola Tesla

2015
- Digimon Story: Cyber Sleuth - Reiko Tawa

2017
- Magia Record - Alina Gray

- Xenoblade Chronicles 2 - Zenobia

2019
- League of Legends - Qiyana

- Arknights - W

### CD Drama
- Ore no Imōto ga Konna ni Kawaii Wake ga Nai - Kirino Kōsaka
- Citrus - Yuzu Aihara
- Magical Girl Saeko - Sakura Shizune

### Doblaje
- The Angry Birds Movie 2 - Silver

## Sencillos y álbumes
Como actriz de voz de Azusa Nakano en K-ON!, es miembro de la banda "Hokago Tea Time" y ha participado en siete sencillos y un álbum.
- Hōkago Teatime (放課後ティータイム) alcanzó el primer puesto en la lista de álbumes exitosos de Oricon.[61][62]
- Image song del personaje "Azusa Nakano" ("中野梓"), quedó en tercer lugar en Oricon.[63]
- "Go! Go! Maniac" quedó en primer lugar en Oricon.[64]
- "Listen!!" alcanzó el segundo puesto en Oricon.[65]
- "Pure Pure Heart" (ぴゅあぴゅあはーと) alcanzó la cuarta posición en Oricon.[66]
- "Utauyo!! Miracle" quedó en tercer lugar en Oricon.[67]
- "No, Thank You!" quedó en segunda posición en Oricon.[68]
- "Gohan wa Okazu/U&I" alcanzó el tercer lugar en Oricon.[69]

### Álbum propio
El 10 de abril de 2013 salió su primer álbum propio titulado Apple symphony cuyas letras fueron escritas por ella y Kanako Kato, y compuesta por Shuntaro Kobayashi.

## Premios y nominaciones
| Año  | Premios      | Categoría                    | Resultado | Refs. |
| ---- | ------------ | ---------------------------- | --------- | ----- |
| 2010 | Seiyū Awards | Mejor Interpretación Musical | Ganadora  | [ 1 ] |